# Audiòmetre

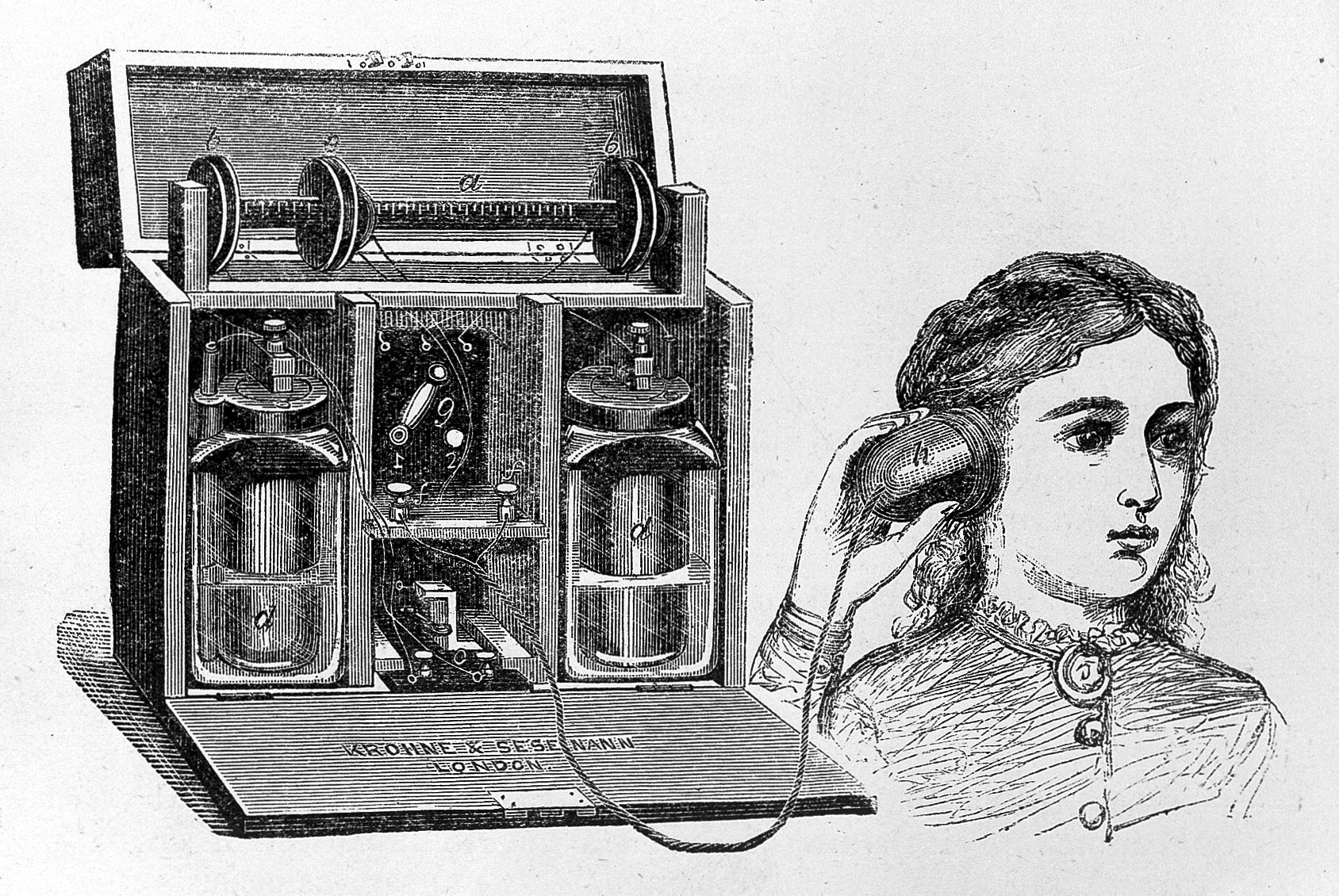
Audiòmetre de David Hughes (1880)

Un audiòmetre és un parell electrònic generador de tons purs d'intensitat calibrada destinat a mesurar la sensibilitat auditiva. Registra un gràfic, anomenat audiograma, i el compara amb un valor mitjà pres com a zero.

## Història

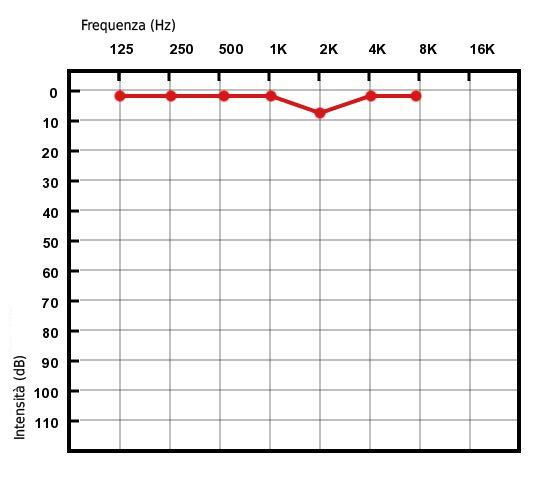
Audiograma d'una persona sana

El primer audiòmetre fou construït a Alemanya el 1878 per Arthur Hartmann, poc després se'n construïren a altres indrets: el 1879 Endre Högyes a Hongria i David Hughes a Gran Bretanya. Fou en aquest any que el físic britànic Benjamin Richardson encunyà el terme audímetre, que es transformà després en audiòmetre, per descriure l'aparell de Hughes. Aquests aparells presentaven molts de problemes amb limitacions per reproduir un ample ventall de freqüències sonores i intensitats. Fou Thomas Hawksley qui produí el primer audiòmetre de Hughes comercial el 1912. I el primer emprat clínicament fou el desenvolupat el 1919 per Lee Dean i Cordia Bunch de la Universitat Estatal d'Iowa, als Estats Units. Comptava amb un generador elèctric desenvolupat per A. Stefanini a Itàlia el 1914 que produïa corrent altern amb un ampli ventall de freqüències, tots els tons entre 30 i 10 000 Hz. Tanmateix no fou produït comercialment.
Amb la invenció de les vàlvules de buit es facilità la construcció d'audiòmetres precisos capaços de produir totes les freqüències de l'espectre de l'oïda humana. Els primers d'aquesta nova generació foren l'anomenat Otaudion a Alemanya el 1919 i l'1-A de la Western Electric Co. dels Estats Units el 1922 dissenyat per Edmund P. Fowler i Robert Wegel. També el 1922 Harvey Fletcher i Wegel realitzaren el primer audiograma i que és l'actualment emprat: a les abscisses es representen les freqüències en Hz emeses a intervals d'una octava i en les ordenades les intensitats com a pèrdua de l'audició en decibels. Wegel determinà els umbrals normals d'audició i dolor. L'1-A era molt car, 1500 $, i aviat fou substituït per un model més econòmic i portàtil, el 2-A, que fou emprat pels ontòlegs. A aquest el seguí l'audiòmetre de la Sonotone Corp. dissenyat per Knudsen i Jones el 1924.

## Components
Els audiòmetres actuals presenten els següents components interns:
- Oscil·lador o generador electroacústic: Encarregat de generar les freqüències de tons purs, que varien des de 125 a 8000 Hz, en 125, 250, 500, 1000, 2000, 4000, 8000 octaves, 500, 3000, 6000 mitges octaves.

- Amplificador: Encarregat de donar l'amplificació de les freqüències generades per l'oscil·lador. És de 120 dB.

- Esmortidor: Part que permet controlar la intensitat de sortida total dels tons amplificats de -10 a 120 dB en bots de 5 en 5 dB, per enviar-los al transductor de sortida.[4]